# Râul Lacu Negru
Râul Lacu Negru este un curs de apă, afluent al râului Jijioara. 